# Turismo in Laos

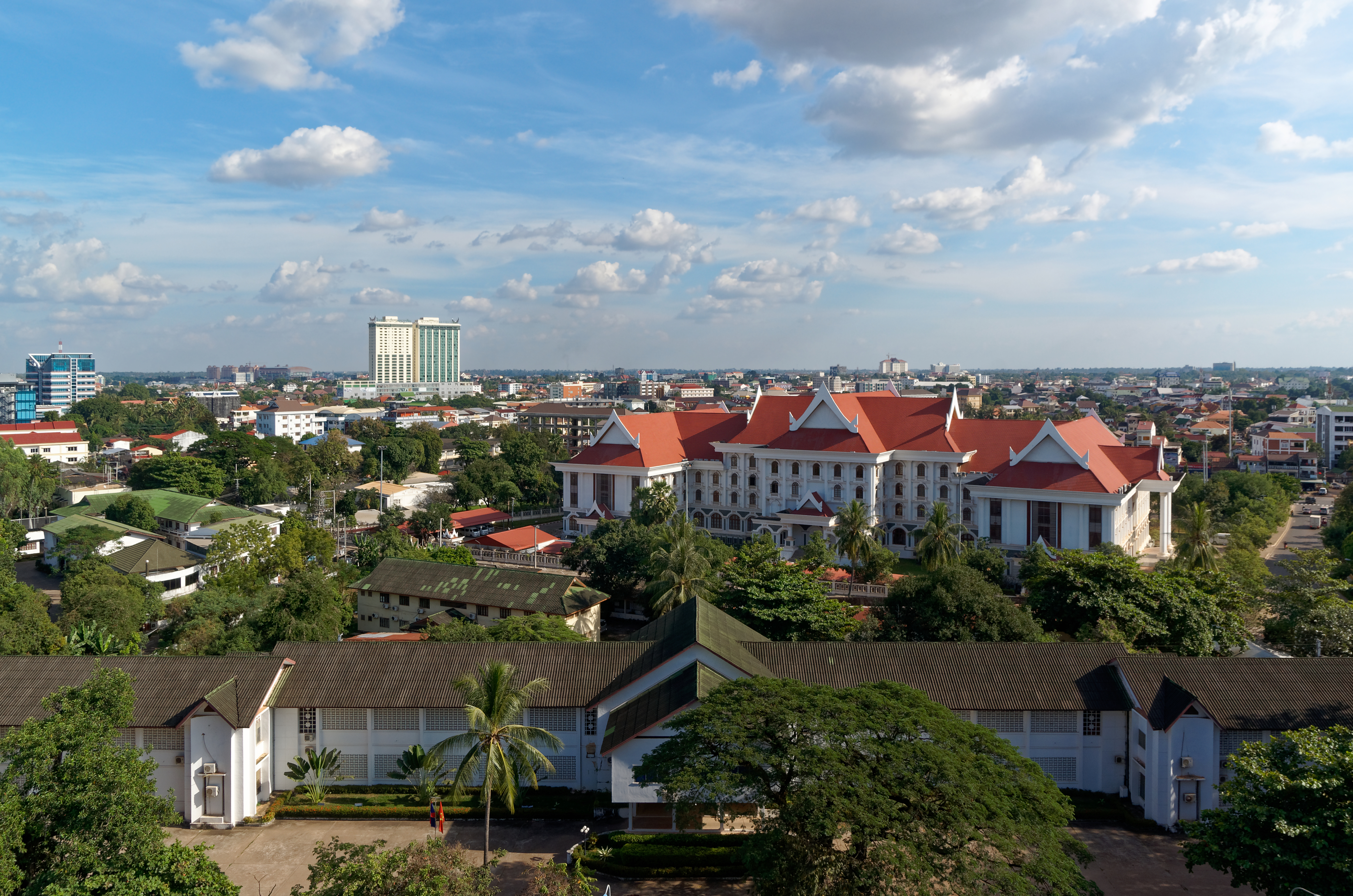
Vientiane è la capitale ed il principale centro economico e turistico del Laos

In Laos il settore turistico è governato da un'agenzia governativa a livello ministeriale, la Lao National Tourism Administration; Il turismo nello stato asiatico è cresciuto rapidamente, da 14.400 visitatori internazionali nel 1990 a 4,791 milioni nel 2019, anche se gli arrivi nel 2020 erano calati ai 886.400 turisti; il Consiglio europeo per il commercio e il turismo ha assegnato al paese la designazione di "Migliore destinazione turistica mondiale" per il 2013 per l'architettura e la storia. Nel 2024 con la ripresa globale del turismo, il paese ha accolto 5 milioni di turisti.
Il paese ha acquisito grande popolarità tra i turisti stranieri per lo stile di vita rilassato e allegro dei laotiani e per aver conservato aspetti tradizionali dell'Asia antica. Tra le principali attrazioni, vi sono i patrimoni dell'umanità rappresentati dalla città di Luang Prabang e dal sito archeologico religioso di Vat Phou, la gastronomia ed i templi di Vientiane, i particolari panorami di Vang Vieng e della valle del Nam U, le vestigia antiche ritrovate nella Piana delle Giare, i percorsi di trekking nelle zone popolate dalle variopinte minoranze etniche di montagna nelle province di Phongsali e Luang Namtha e varie altre bellezze naturali.
I festival principali includono il Capodanno laotiano celebrato intorno al 13-15 aprile e prevede un festival dell'acqua simile a quello della Thailandia e di altri paesi del sud-est asiatico.

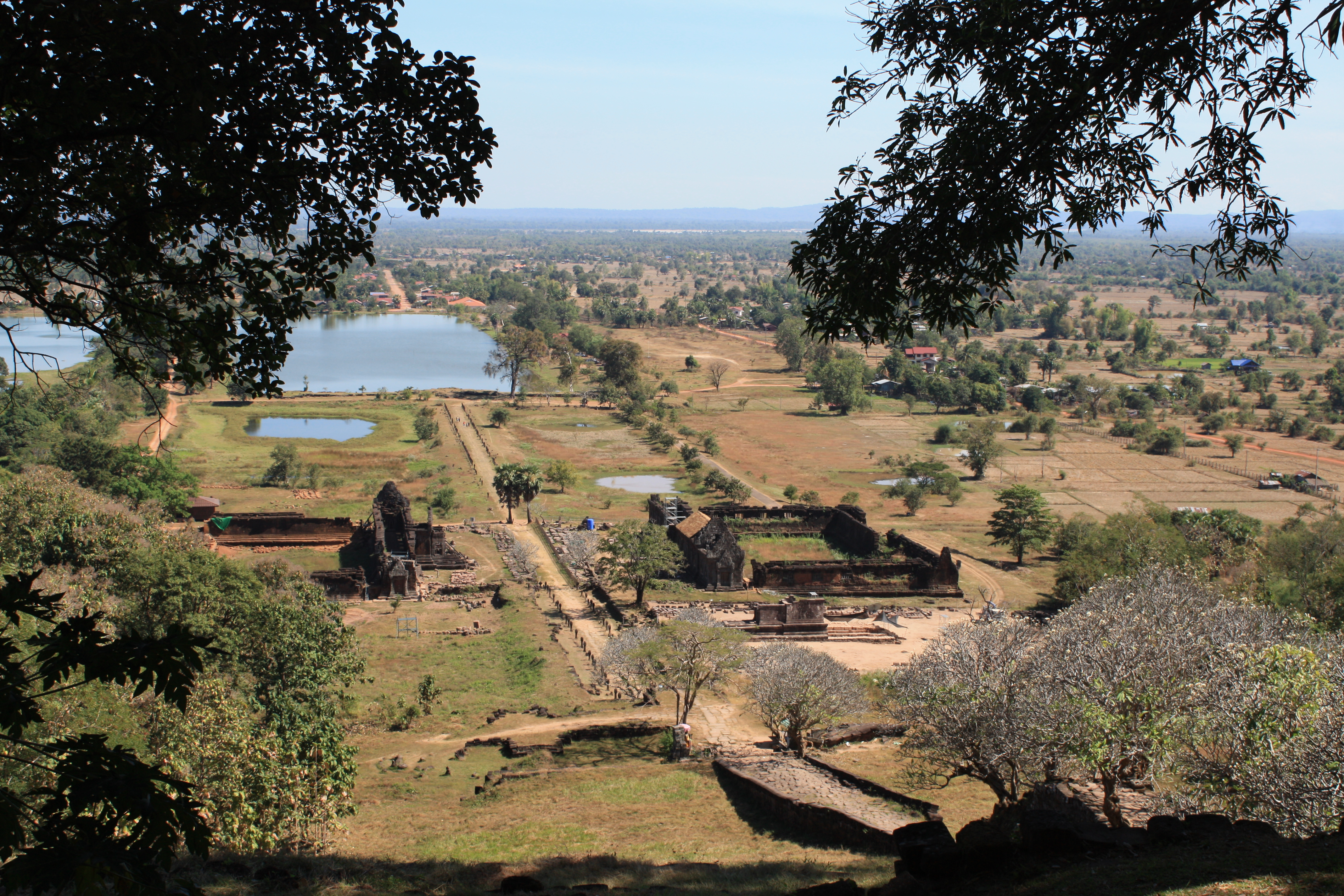
La zona di Vat Phu

L'Amministrazione Nazionale del Turismo del Laos, le relative agenzie governative e il settore privato stanno lavorando insieme per pubblicizzare ed incrementare il turismo nello stato asiatico ed in particolar modo l'ecoturismo.

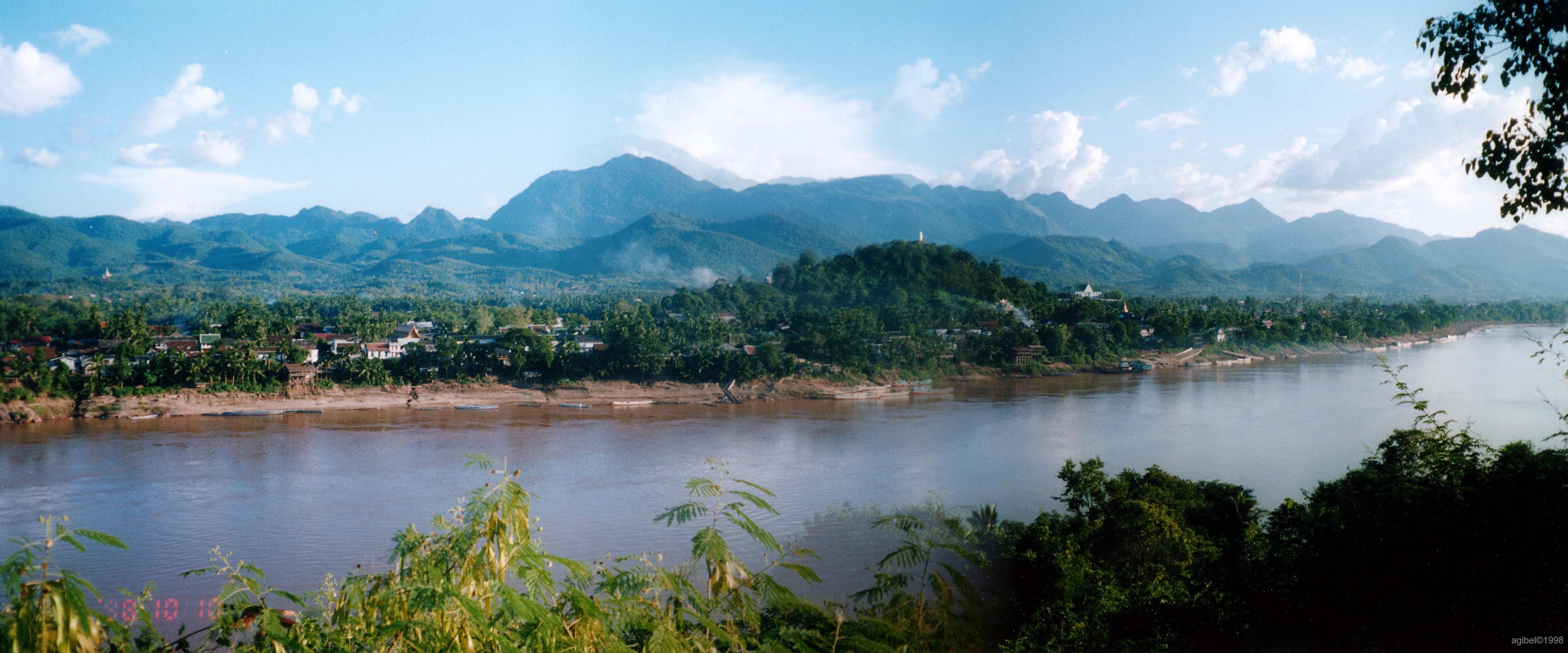
Luang Prabang vista dalla riva destra del Mekong.

## Patrimoni dell'umanità del Laos
Al 2021 i siti iscritti nella Lista dei patrimoni dell'umanità sono tre, mentre due sono le candidature per nuove iscrizioni. Il primo sito iscritto nella lista è stato nel 1995 la città di Luang Prabang, durante la diciannovesima sessione del comitato del patrimonio mondiale. Sei anni dopo, nella venticinquesima sessione, Vat Phou e gli antichi insediamenti associati nel paesaggio culturale di Champasak sono divenuti il secondo sito laotiano riconosciuto dall'UNESCO. Il terzo patrimonio è costituito dai siti di giare megalitiche di Xiangkhoang - Piana delle Giare, incluso nella lista nel 2019 dalla quarantatreesima sessione del comitato. Tutti i siti sono considerati culturali, secondo i criteri di selezione.

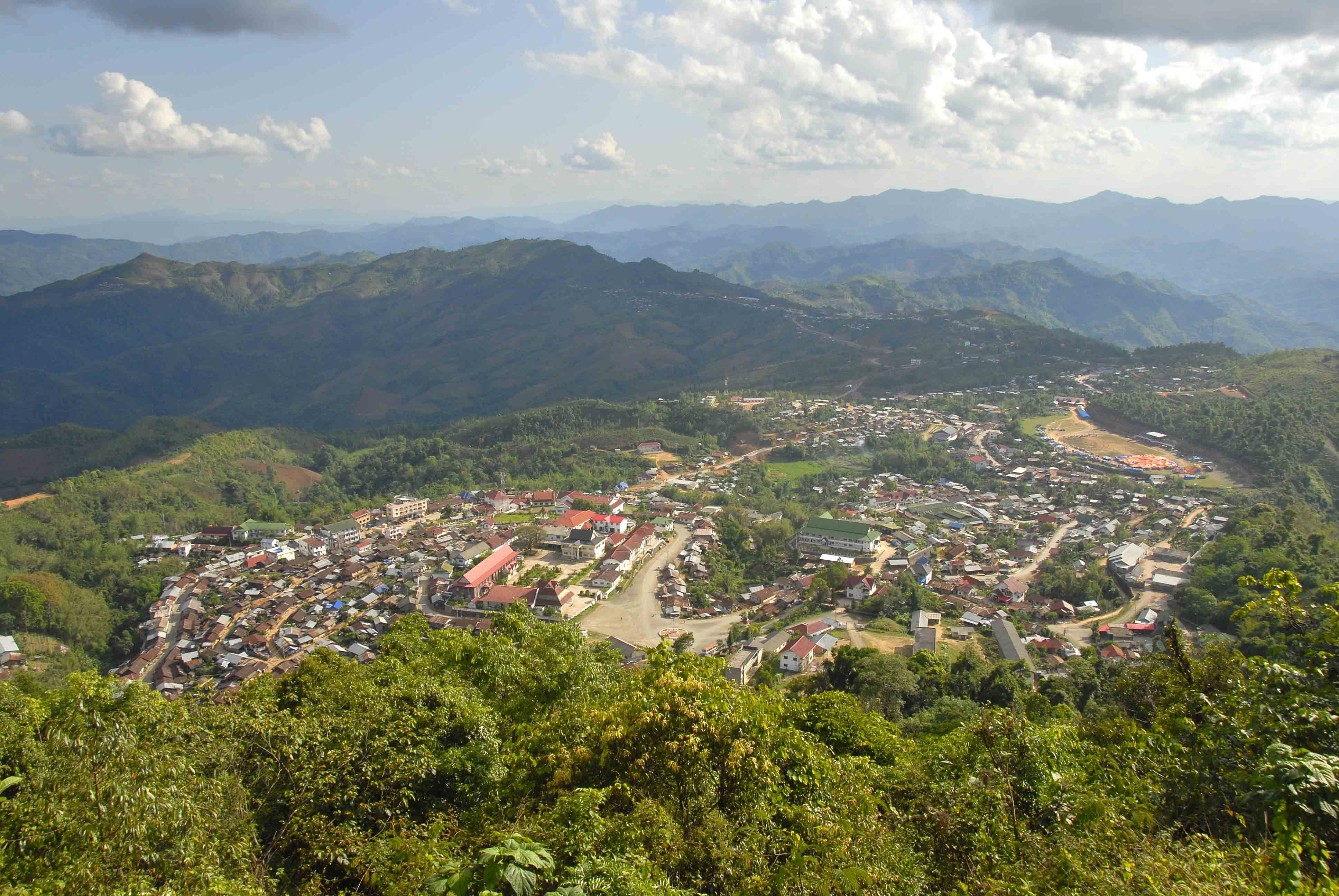
Phongsali.

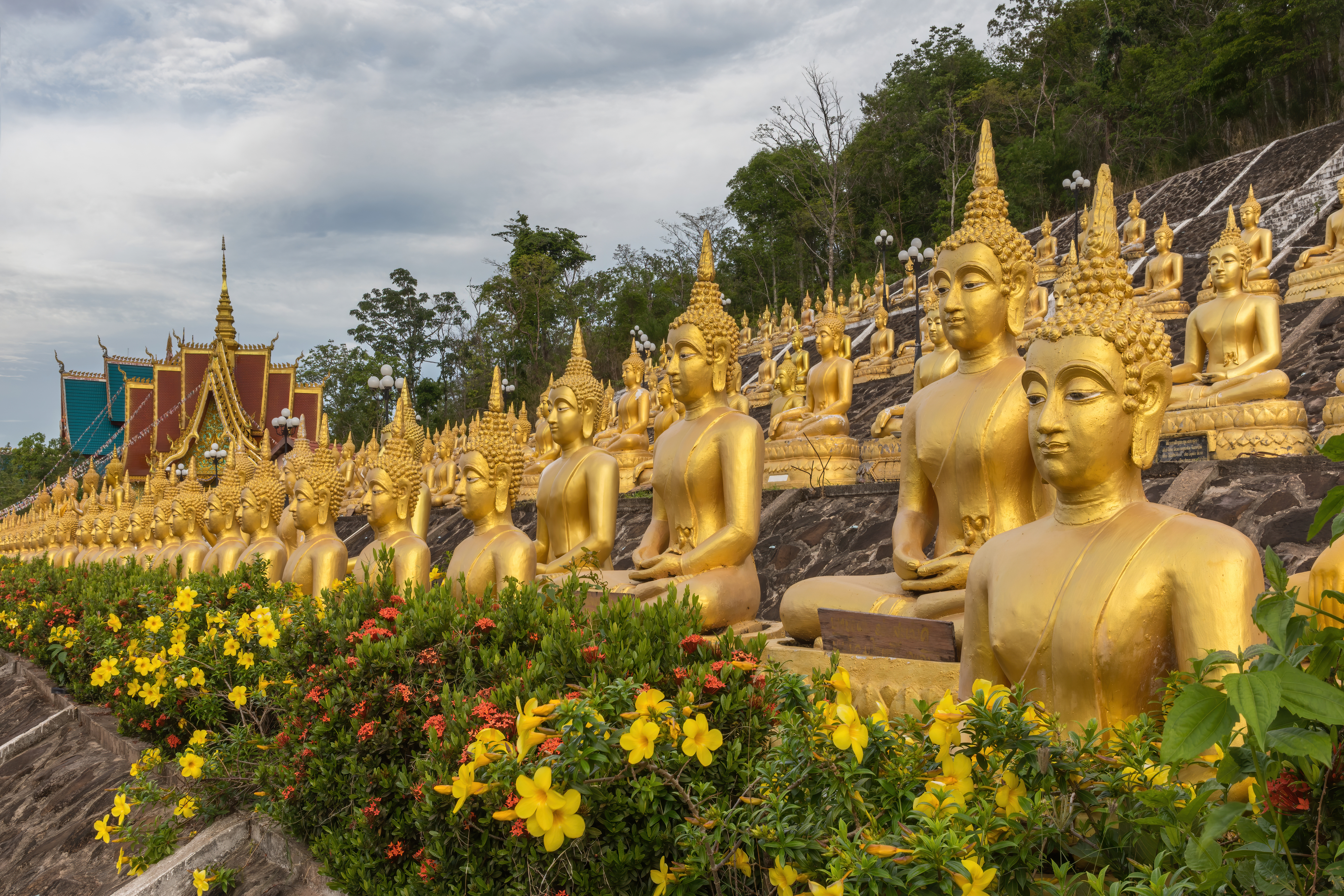
File di statue di Buddha seduto dorate, con fiori gialli e rossi, al Wat Phou (tempio di Buddha Dorato), a Pakse

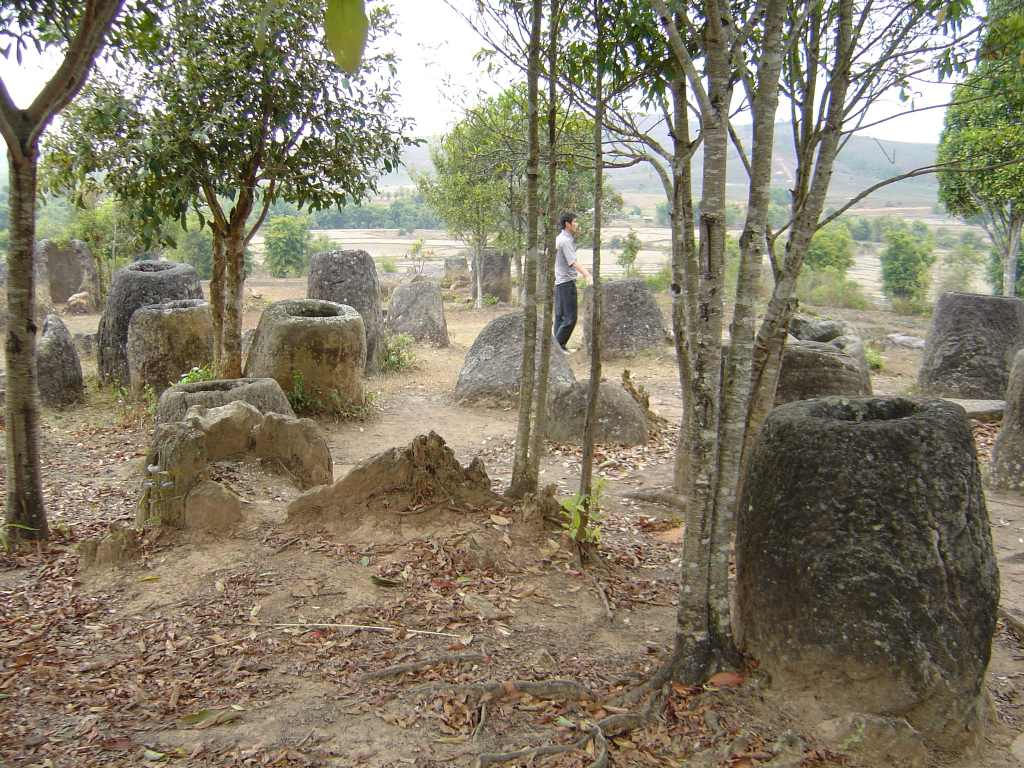
Piana delle Giare

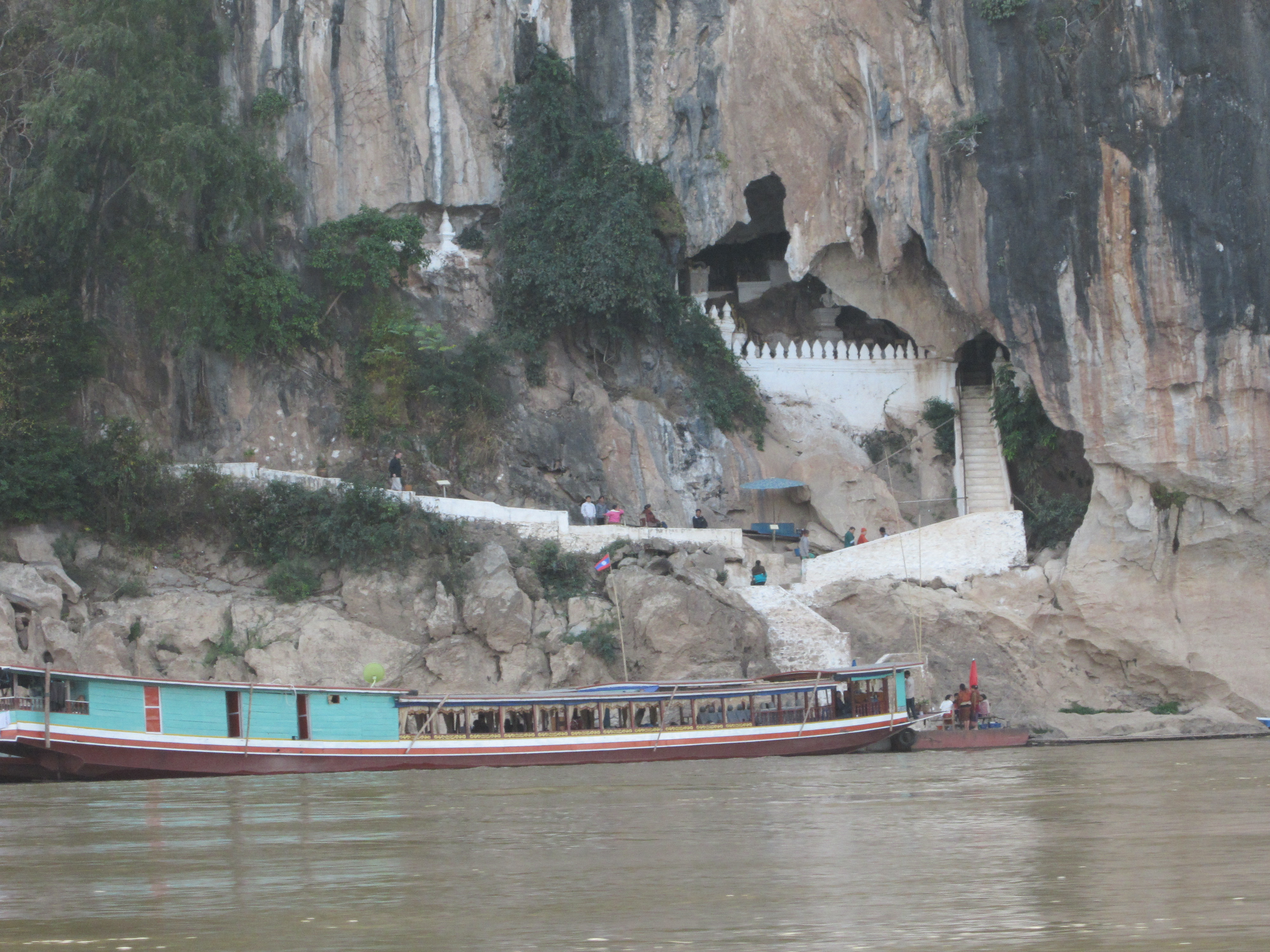
Grotte Pak Ou

| Foto | Sito                                                                               | Luogo                    | Tipo                           | Anno | Descrizione |
| ---- | ---------------------------------------------------------------------------------- | ------------------------ | ------------------------------ | ---- | --- |
|      | Città di Luang Prabang                                                             | Luang Prabang            | Culturale ( 479.; ii, iv, v)   | 1995 | Luang Prabang è un eccezionale esempio della fusione dell'architettura tradizionale e delle strutture urbane del Laos con quelle costruite dalle autorità coloniali europee nel XIX e XX secolo. Il suo paesaggio urbano unico e straordinariamente ben conservato illustra una fase chiave nella fusione di queste due distinte tradizioni culturali. |
|      | Vat Phou e gli antichi insediamenti associati nel paesaggio culturale di Champasak | Provincia di Champasak   | Culturale ( 481.; iii, iv, vi) | 2001 | Il paesaggio culturale di Champasak, incluso il complesso del tempio di Vat Phou, è un paesaggio pianificato straordinariamente ben conservato vecchio di più di 1000 anni. È stato modellato per esprimere la visione indù del rapporto tra natura e umanità, utilizzando un asse dalla cima della montagna alla riva del fiume per tracciare uno schema geometrico di templi, santuari e giochi d'acqua che si estendono per circa 10 km. Fanno parte del sito anche due città pianificate sulle rive del fiume Mekong, così come la montagna Phou Kao. L'insieme rappresenta uno sviluppo che va dal V al XV secolo, principalmente associato all'Impero Khmer. |
|      | Siti di giare megalitiche di Xiangkhoang - Piana delle Giare                       | Provincia di Xiangkhoang | Culturale ( 1587.; iii)        | 2019 | La Piana delle Giare, situata sull'altopiano di Xiangkhoang, prende il nome da oltre 2 100 giare in pietra megalitica di forma tubolare utilizzate per le pratiche funerarie nell'età del ferro. Questa proprietà seriale di 15 componenti contiene grandi vasi di pietra scolpita, dischi di pietra, sepolture secondarie, lapidi, cave e oggetti funerari risalenti al periodo tra il 500 a.C. e il 500 d.C. I vasi e gli elementi associati sono le prove più importanti della civiltà dell'età del ferro che li ha realizzati e utilizzati fino alla sua scomparsa, intorno al 500 d.C..                                                                       |

## Statistiche
| Year | Arrivi    | Change | Fonte  |
| ---- | --------- | ------ | ------ |
| 2020 | 886,447   | 81.5%  | [ 8 ]  |
| 2019 | 4,791,065 | 14.4%  |        |
| 2018 | 4,186,432 | 8.2%   | [ 9 ]  |
| 2017 | 3,868,838 | 8.7%   | [ 10 ] |
| 2016 | 4,239,047 | 9.5%   | [ 11 ] |
| 2015 | 4,684,429 | 12.6%  | [ 12 ] |
| 2014 | 4,158,719 | 10.0%  | [ 13 ] |
| 2013 | 3,779,490 | 13.5%  | [ 14 ] |
| 2012 | 3,330,072 | 22.3%  | [ 14 ] |
| 2011 | 2,723,564 | 8.4%   | [ 14 ] |
| 2010 | 2,513,028 | 25.1%  | [ 14 ] |
| 2009 | 2,008,363 | 15.6%  | [ 14 ] |
| 2008 | 1,736,787 | 6.9%   | [ 14 ] |
| 2007 | 1,623,943 | 33.6%  | [ 14 ] |
| 2006 | 1,215,106 | 10.9%  | [ 14 ] |
| 2005 | 1,095,315 | 22.4%  | [ 14 ] |
| 2004 | 894,806   | 40.6%  | [ 14 ] |
| 2003 | 636,361   | 13.5%  | [ 14 ] |
| 2002 | 735,662   | 9.2%   | [ 14 ] |
| 2001 | 673,823   | 8.6%   | [ 14 ] |
| 2000 | 737,208   | 20.8%  | [ 14 ] |
| 1999 | 614,278   | 22.8%  | [ 14 ] |
| 1998 | 500,200   | 8.0%   | [ 14 ] |
| 1997 | 463,200   | 14.9%  | [ 14 ] |
| 1996 | 403,000   | 16.3%  | [ 14 ] |
| 1995 | 346,460   | 137.0% | [ 14 ] |
| 1994 | 146,155   | 42.0%  | [ 14 ] |
| 1993 | 102,946   | 17.6%  | [ 14 ] |
| 1992 | 87,571    | 132.8% | [ 14 ] |
| 1991 | 37,613    | 161.2% | [ 14 ] |
| 1990 | 14,400    | -      | [ 14 ] |